# Sundby station
Sundby station är en tunnelbanestation i stadsdelen Ørestad i Köpenhamn på linje M1 på Köpenhamns metro. Stationen ligger på en högbana mellan Amager Fælled och radhusområdena och koloniträdgårdarna i Sundbyerne.